# Lamy (azienda)
C. Josef Lamy GmbH, comunemente nota come Lamy (pronuncia: /lɑːmi/) è un'azienda tedesca nota per la produzione di oggetti per la scrittura, in particolare penne stilografiche. Fu fondata da Josef Lamy, già rappresentate in Germania della Parker Pen Company, nel 1930 e fu poi guidata dal figlio di Josef, Manfred Lamy, fino al 2006, anno del suo pensionamento, il quale fu sostituito da Bernhard M. Rösner.

## Prodotti

### Penne stilografiche
Molte delle penne Lamy condividono gli stessi tipi di cartucce e pennini, questi ultimi spesso di acciaio inossidabile in lega ferro, nichel e cromo nonché intercambiabili.